# ヴィルヘルム1世 (ヘッセン選帝侯)
ヴィルヘルム1世（Wilhelm I., 1743年6月3日 - 1821年2月27日）は、初代ヘッセン選帝侯（在位：1803年 - 1821年）。初めはヘッセン＝カッセル方伯（ヘッセン＝カッセル方伯としてはヴィルヘルム9世、在位：1785年 - 1803年）。ヘッセン＝カッセル方伯フリードリヒ2世とその妻であったイギリス王兼ハノーファー選帝侯ジョージ2世の王女メアリーの息子。

## 生涯
1743年6月3日にカッセルで生まれ、兄のヴィルヘルムが既に夭逝していたため世嗣となる。1764年にはデンマーク・ノルウェー王フレデリク5世の王女ヴィルヘルミーネ・カロリーネと結婚し、彼女との間に2男2女をもうけた。
ヴィルヘルムは1785年10月31日に父のフリードリヒ2世が死去したためヘッセン＝カッセル方伯ヴィルヘルム9世となり、当時ヨーロッパ最大級といわれた資産を相続した。また、ヴィルヘルム9世はロスチャイルド家の祖であるマイアー・アムシェル・ロートシルトと1775年に知己を得、1801年から彼に財産の運用を任せるようになった。ロートシルトはこれを奇貨とし、現代まで続くロスチャイルド財閥の基礎を築いた。
1803年、ヘッセン＝カッセル方伯に選帝侯の資格が与えられ、ヴィルヘルム9世はヘッセン選帝侯ヴィルヘルム1世となった。しかし1806年、選帝侯国はジェローム・ボナパルトを国王とするヴェストファーレン王国によって併合された。そのためヴィルヘルム1世はホルシュタインおよびプラハへ亡命したが、1813年のライプツィヒの戦いでナポレオン・ボナパルトが敗れると領土を回復し、1821年に死去するまでその地位にあった。なお、ヴィルヘルム1世は神聖ローマ帝国が解体されたにも拘らず「選帝侯」の称号を用い続けた。
ヴィルヘルム1世が死去すると、次男のヴィルヘルム2世が後を嗣いだ。

## 子女
- マリー・フリーデリケ（1768年 - 1839年） - 1794年、アンハルト＝ベルンブルク公アレクシウス・フリードリヒ・クリスティアンと結婚
- カロリーネ・アマーリエ（1771年 - 1848年） - 1802年、ザクセン＝ゴータ＝アルテンブルク公アウグストと結婚
- フリードリヒ（1772年 - 1784年）
- ヴィルヘルム2世（1777年 - 1847年）